# Vålsjön, Dalarna
Vålsjön är en sjö i Falu kommun och Rättviks kommun i Dalarna och ingår i Dalälvens huvudavrinningsområde. Sjön är 8,5 meter djup, har en yta på 0,747 kvadratkilometer och befinner sig 218 meter över havet. Sjön avvattnas av vattendraget Vålsjöbäcken. Vid provfiske har bland annat abborre, gers, gädda och id fångats i sjön.

## Delavrinningsområde
Vålsjön ingår i det delavrinningsområde (676405-149208) som SMHI kallar för Utloppet av Vålsjön. Medelhöjden är 271 meter över havet och ytan är 7,49 kvadratkilometer. Räknas de 3 avrinningsområdena uppströms in blir den ackumulerade arean 24,5 kvadratkilometer. Vålsjöbäcken som avvattnar avrinningsområdet har biflödesordning 3, vilket innebär att vattnet flödar genom totalt 3 vattendrag innan det når havet efter 279 kilometer. Avrinningsområdet består mestadels av skog (76 procent). Avrinningsområdet har 0,75 kvadratkilometer vattenytor vilket ger det en sjöprocent på 10 procent.

## Fisk
Vid provfiske har följande fisk fångats i sjön:
- Abborre
- Gärs
- Gädda
- Id
- Lake
- Mört